# Seritinga
Seritinga là một đô thị thuộc bang Minas Gerais, Brasil. Đô thị này có diện tích 114,451 km², dân số năm 2007 là 1755 người, mật độ 15,3 người/km².